# دراجة سباق وعر

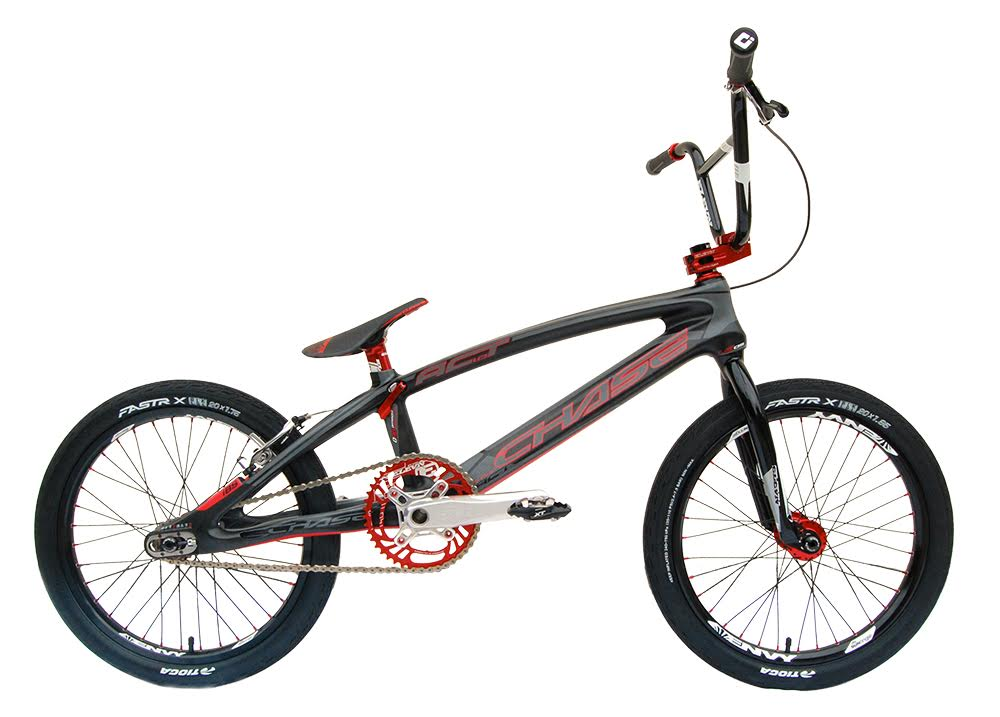
دراجة سباق وعر بإطار وشوكة من ألياف الكربون

دراجة سباق وعر هي دراجة تستخدم في سباق الدراجات الهوائية ، وتحديدًا السباقات أو سباق دراجات وعر حر.